# Вака
Ва́ка або (яп. 【和歌】, わか, «японська пісня») — жанр японської літератури, різновид японської автентичної поезії, що протиставлялася канші — поезії класичною китайською мовою. 

## Загальна характеристика
У широкому сенсі — загальна назва усіх типів японських віршів: довгих (чьока), коротких (танка), заголовних (седока), фрагментарних (катаута) та інших. У вузькому сенсі — стандартний короткий вірш (танка), що має 31 склад. У період Нара цей тип поезії позначався ієрогліфами 【倭歌】 або 【倭詩】 й називався яма́то-ута́ (やまとうた) — «яматоська пісня»; словом «вака» позначали тільки вірш-відповідь. Характерною рисою японських віршів-пісень є відсутність віршованих рядків і рими, притаманних європейській поезії; наявність ритму, зв'язки і виразів. Під час перекладу японської поезії європейськими мовами зв'язки і вирази набувають форм віршованих римованих рядків. Інші назви — ута (うた, пісня), місо-хітомоджі (みそひともじ).
У середньовіччі терміном «вака» позначали також 31-складові пісні, які виконувалися разом із виконанням танців чи вистави. У ранньому новому часі існував також різновид награшу в театрі кабукі, що так само називався «вака».
В стилі вака написано також текст Гімна Японії.

## Типи
| Тип     | Форма (склади)    | Примітки                                                                                                |
| ------- | ----------------- | --- |
| Катаута | 5-7-7             | Один із 2-х віршів, що є діалогом. Найкоротший тип японської поезії вака.                               |
| Чьока   | 5-7-5-7-5-7…5-7-7 | Вірш, де довго чергуються 5 і 7 складів, а останній вираз виражений 7-а складами. Тип публічного вірша. |
| Танка   | 5-7-5-7-7         | Найвідоміший тип віршів вака протягом усієї історії.                                                    |
| Седока  | 5-7-7-5-7-7       | Вірш, що має два у формі 5-7-7 складів. Традиційний «діалоговий» ліричний вірш.                         |

## Приклади
- 山ざくら　霞の間より　ほのかにも　見てし人こそ　恋しかりけれ

5-7-5-7-7
Гірською вишнею

В тумані промайнула —

І роздивитись до ладу не зміг,

Та закохався

Майже до нестями!
Кі-но Цураюкі, «Збірка старих і нових японських пісень».
- 袖ひちて むすびし水の こほれるを 春立つ今日の 風やとくらむ

5-7-5-7-7
Рукава

Свої змочили

Змерзлою водою.

Розігріє її вітер

Цією весною.
Кі-но Цураюкі, «Збірка старих і нових японських пісень».